# Psammisia elegans
Psammisia elegans är en ljungväxtart som beskrevs av Henry Hurd Rusby. Psammisia elegans ingår i släktet Psammisia och familjen ljungväxter. Inga underarter finns listade i Catalogue of Life.